# Sing Like Me
«Sing Like Me» (en español, «Canta como yo») es una canción del artista estadounidense Chris Brown. Se lanzó como sencillo promocional de su tercer álbum de estudio, Graffiti, el 24 de noviembre de 2009 en Estados Unidos. El tema fue compuesto por Brown, Big Makk, Keith Thomas, Lorenza «Big Lo» Lennon y Atozzio Towns y producido por Makk, Thomas y Lennon. Es una balada pop y R&B y su letra describe una noche en la que Brown abandona una discoteca junto a varias mujeres. «Sing Like Me» recibió una respuesta polarizada de la crítica y estuvo dos semanas en la lista estadounidense Hot R&B/Hip-Hop Songs en 2010 y llegó al puesto número 84.

## Contexto y descripción
«Sing Like Me» fue compuesta por Chris Brown, Big Makk, Keith Thomas, Lorenza «Big Lo» Lennon y Teris Vinson, mientras que sus productores fueron Makk, Thomas y Lennon. Se grabó en The Compound, un estudio ubicado en Orlando, Florida y Tony Maserati la mezcló en The Record Plant, situado en Los Ángeles, California. La portada del sencillo promocional tiene un estilo similar al de la carátula de Graffiti: posee una apariencia retro y muestra a Brown vestido con ropa negra, un saco rojo y anteojos de sol. «Sing Like Me» se lanzó vía iTunes Store en los Estados Unidos el 24 de noviembre de 2009.
La canción es una balada dentro de los géneros pop, R&B y slow jam, con percusión programada con Roland TR-808 y un arreglo de cuerdas con influencia asiática. La crítica de Billboard Sarah MacRory comparó la melodía con el sencillo de R. Kelly «Feelin' on Yo Booty» (2001). En cuanto a su letra, describe a Brown abandonando una discoteca con muchas mujeres y diciendo que no quiere casarse con ninguna. El estribillo posee un gancho que dice I gotta girl singin' like me («Tengo una chica cantando como yo»). La crítica de Yahoo! Music dice que el tema tiene una letra en la que Brown «presume que las mujeres nunca se cansan de él», y MacRory al respecto comentó que Brown delira con «su estado de ser famoso y sus habilidades con las mujeres». Un crítico de Rap-Up comentó que en la canción Brown «hace que las damas canten sus alabanzas».

## Recepción

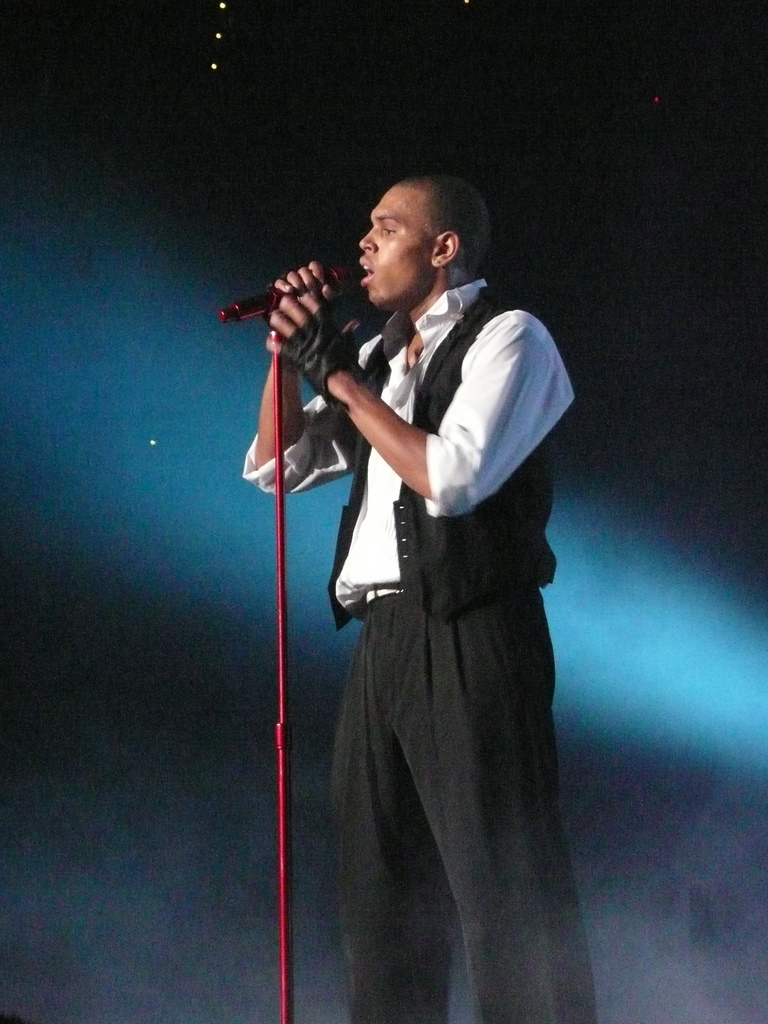
El cantante Chris Brown en noviembre de 2008.

La crítica de Yahoo! Music consideró «Sing Like Me» como una de las mejores pistas de Graffiti. La reseña de That Grape Juice llamó al tema «ridículamente pegadizo», reconoció la sutileza en la forma que Brown llevaba los versos y comparó su técnica con la de Janet Jackson. The Associated Press la describió como «fanfarrona pero atractiva». La crítica de Time Out New York no consideró apropiado que «Sing Like Me» y «Crawl» estuvieran una al lado de la otra en el álbum, pero llamó a ambas «canciones fuertes de todas maneras». Sarah Rodman de The Boston Globe la comparó con «el contenido sexual y jactancioso» de R. Kelly. Melinda Newman de HitFix comentó su falta de creatividad, mientras que Nathan S. de DJ Booth opinó que «no hay nada que llame particularmente la atención» en «Sing Like Me» ni en el sencillo principal del disco, «I Can Transform Ya». Roxana Hadadi de Express Night Out tuvo una impresión negativa con respecto a la letra adulta y egocéntrica de la canción.
Aunque no se lanzó oficialmente en las radios, el tema ingresó en el puesto 96 de la lista Hot R&B/Hip-Hop Songs de Billboard el 6 de marzo de 2010. La semana siguiente alcanzó su posición máxima en el puesto 84, antes de abandonar la lista la semana posterior.

## Personal
- Big Makk – composición, producción[1]
- Chris Brown – voz, composición
- Lorenza «Big Lo» Lennon – composición, producción
- Tony Maserati – mezcla
- Brian Springer – grabación
- Keith Thomas – composición, producción
- Atozzio Towns – composición